# Erysichton vincula
Erysichton vincula, även Jameela vincula, är en fjärilsart som beskrevs av Druce 1891. Erysichton vincula ingår i släktet Erysichton och familjen juvelvingar. Inga underarter finns listade i Catalogue of Life.